# Шмидт, Энрика
Энрика Шмидт (нем. Henrike Schmidt; род. 1969, Бонн) — немецкая славистка, переводчица

 с русского и болгарского языков.

## Биография
Изучала историю и литературу Восточной Европы в Бонне, Кёльне и Санкт-Петербурге. В 2000 году защитила диссертацию «Музыка слов, танец письма, текстовые картинки. Интермедиальные речевые концепции в русской поэзии XX века» (нем. Wortmusik, Schrifttanz, Textbilder. Intermediale Sprachkonzeptionen in der russischen Poesie des 20. Jahrhunderts). В 2000—2005 гг. работала в Институте русской и советской культуры Рурского университета в Бохуме. В 2005—2010 гг. научный сотрудник Института общего и сравнительного литературоведения имени Питера Сонди в составе Свободного университета Берлина. В 2010 г. габилитировалась с докторской диссертацией «Малые жанры, великие графоманы. Очерки социологии и эстетики русской литературы в Интернете» (нем. Kleine Gattungen, große Graphomanen. Studien zu Soziologie und Ästhetik der russischen Literatur im Internet). В дальнейшем преподавала в Софии, Будапеште, Берлине и Гамбурге.

## Награды и премии
- Международная отметина имени отца русского футуризма Давида Бурлюка[1]